# Grand Prix Indii 2013

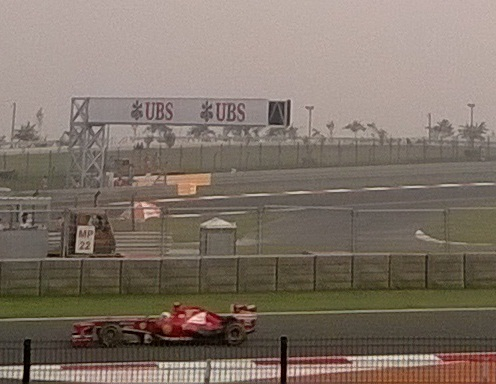
Felipe Massa podczas Grand Prix Indii 2013

Grand Prix Indii 2013 (oficjalnie 2013 Formula 1 Airtel Indian Grand Prix) – szesnasta runda Mistrzostw Świata Formuły 1 w sezonie 2013.

## Lista startowa
Na niebieskim tle kierowcy biorący udział jedynie w piątkowych treningach
| Nr | Kierowca            | Zespół                        | Samochód          | Silnik               | Opony |
| -- | ------------------- | ----------------------------- | ----------------- | -------------------- | ----- |
| 1  | Sebastian Vettel    | Infiniti Red Bull Racing      | Red Bull RB9      | Renault RS27-2013    | P     |
| 2  | Mark Webber         | Infiniti Red Bull Racing      | Red Bull RB9      | Renault RS27-2013    | P     |
| 3  | Fernando Alonso     | Scuderia Ferrari              | Ferrari F138      | Ferrari 056          | P     |
| 4  | Felipe Massa        | Scuderia Ferrari              | Ferrari F138      | Ferrari 056          | P     |
| 5  | Jenson Button       | Vodafone McLaren Mercedes     | McLaren MP4-28    | Mercedes-Benz FO108F | P     |
| 6  | Sergio Pérez        | Vodafone McLaren Mercedes     | McLaren MP4-28    | Mercedes-Benz FO108F | P     |
| 7  | Kimi Räikkönen      | Lotus F1 Team                 | Lotus E21         | Renault RS27-2013    | P     |
| 8  | Romain Grosjean     | Lotus F1 Team                 | Lotus E21         | Renault RS27-2013    | P     |
| 9  | Nico Rosberg        | Mercedes AMG Petronas F1 Team | Mercedes F1 W04   | Mercedes-Benz FO108F | P     |
| 10 | Lewis Hamilton      | Mercedes AMG Petronas F1 Team | Mercedes F1 W04   | Mercedes-Benz FO108F | P     |
| 11 | Nico Hülkenberg     | Sauber F1 Team                | Sauber C32        | Ferrari 056          | P     |
| 12 | Esteban Gutiérrez   | Sauber F1 Team                | Sauber C32        | Ferrari 056          | P     |
| 14 | Paul di Resta       | Sahara Force India F1 Team    | Force India VJM06 | Mercedes-Benz FO108F | P     |
| 14 | James Calado        | Sahara Force India F1 Team    | Force India VJM06 | Mercedes-Benz FO108F | P     |
| 15 | Adrian Sutil        | Sahara Force India F1 Team    | Force India VJM06 | Mercedes-Benz FO108F | P     |
| 16 | Pastor Maldonado    | Williams F1 Team              | Williams FW35     | Renault RS27-2013    | P     |
| 17 | Valtteri Bottas     | Williams F1 Team              | Williams FW35     | Renault RS27-2013    | P     |
| 18 | Jean-Éric Vergne    | Scuderia Toro Rosso           | Toro Rosso STR8   | Ferrari 056          | P     |
| 19 | Daniel Ricciardo    | Scuderia Toro Rosso           | Toro Rosso STR8   | Ferrari 056          | P     |
| 20 | Charles Pic         | Caterham F1 Team              | Caterham CT03     | Renault RS27-2013    | P     |
| 21 | Giedo van der Garde | Caterham F1 Team              | Caterham CT03     | Renault RS27-2013    | P     |
| 22 | Jules Bianchi       | Marussia F1 Team              | Marussia MR02     | Cosworth CA2013      | P     |
| 23 | Max Chilton         | Marussia F1 Team              | Marussia MR02     | Cosworth CA2013      | P     |
| Nr | Kierowca            | Zespół                        | Samochód          | Silnik               | Opony |

## Wyniki

### Sesje treningowe
Źródło: Wyprzedź Mnie!
| Sesja | Nr | Kierowca         | Konstruktor      | Czas     | Okr. |
| ----- | -- | ---------------- | ---------------- | -------- | ---- |
| 1     | 1  | Sebastian Vettel | Red Bull-Renault | 1:26,683 | 24   |
| 2     | 1  | Sebastian Vettel | Red Bull-Renault | 1:25,722 | 35   |
| 3     | 1  | Sebastian Vettel | Red Bull-Renault | 1:25,332 | 16   |

### Kwalifikacje
Źródło: Wyprzedź Mnie!
| Poz. | Nr | Kierowca            | Konstruktor          | Q1       | Q2       | Q3       | Poz. s. |
| ---- | -- | ------------------- | -------------------- | -------- | -------- | -------- | ------- |
| 1    | 1  | Sebastian Vettel    | Red Bull-Renault     | 1:25,943 | 1:24,568 | 1:24,119 | 1       |
| 2    | 9  | Nico Rosberg        | Mercedes             | 1:25,833 | 1:25,304 | 1:24,871 | 2       |
| 3    | 10 | Lewis Hamilton      | Mercedes             | 1:25,802 | 1:25,259 | 1:24,941 | 3       |
| 4    | 2  | Mark Webber         | Red Bull-Renault     | 1:25,665 | 1:25,097 | 1:25,047 | 4       |
| 5    | 4  | Felipe Massa        | Ferrari              | 1:25,793 | 1:25,389 | 1:25,201 | 5       |
| 6    | 7  | Kimi Räikkönen      | Lotus-Renault        | 1:25,819 | 1:25,191 | 1:25,248 | 6       |
| 7    | 11 | Nico Hülkenberg     | Sauber-Ferrari       | 1:25,883 | 1:25,339 | 1:25,334 | 7       |
| 8    | 3  | Fernando Alonso     | Ferrari              | 1:25,934 | 1:24,885 | 1:25,826 | 8       |
| 9    | 6  | Sergio Pérez        | McLaren-Mercedes     | 1:26,107 | 1:25,365 | 1:26,153 | 9       |
| 10   | 5  | Jenson Button       | McLaren-Mercedes     | 1:25,574 | 1:25,458 | 1:26,487 | 10      |
| 11   | 19 | Daniel Ricciardo    | Toro Rosso-Ferrari   | 1:25,673 | 1:25,519 | –        | 11      |
| 12   | 14 | Paul di Resta       | Force India-Mercedes | 1:25,908 | 1:25,711 | –        | 12      |
| 13   | 15 | Adrian Sutil        | Force India-Mercedes | 1:26,164 | 1:25,740 | –        | 13      |
| 14   | 18 | Jean-Éric Vergne    | Toro Rosso-Ferrari   | 1:26,155 | 1:25,798 | –        | 14      |
| 15   | 17 | Valtteri Bottas     | Williams-Renault     | 1:26,178 | 1:26,134 | –        | 15      |
| 16   | 12 | Esteban Gutiérrez   | Sauber-Ferrari       | 1:26,057 | 1:26,336 | –        | 16      |
| 17   | 8  | Romain Grosjean     | Lotus-Renault        | 1:26,577 | –        | –        | 17      |
| 18   | 16 | Pastor Maldonado    | Williams-Renault     | 1:26,842 | –        | –        | 18      |
| 19   | 22 | Jules Bianchi       | Marussia-Cosworth    | 1:26,970 | –        | –        | 19      |
| 20   | 21 | Giedo van der Garde | Caterham-Renault     | 1:27,105 | –        | –        | 20      |
| 21   | 20 | Charles Pic         | Caterham-Renault     | 1:27,487 | –        | –        | 21      |
| 22   | 23 | Max Chilton         | Marussia-Cosworth    | 1:28,138 | –        | –        | 22      |

### Wyścig
Źródło: Wyprzedź Mnie!
| P                 | + / –     | Nr | Kierowca            | Konstruktor          | Okr. | Czas / Strata       | Komentarz |
| ----------------- | --------- | -- | ------------------- | -------------------- | ---- | ------------------- | --------- |
| 1                 | Bez zmian | 1  | Sebastian Vettel    | Red Bull-Renault     | 60   | 1h31m12,187         |           |
| 2                 | Bez zmian | 9  | Nico Rosberg        | Mercedes             | 60   | +0:29,823           |           |
| 3                 | 14        | 8  | Romain Grosjean     | Lotus-Renault        | 60   | +0:39,892           |           |
| 4                 | 1         | 4  | Felipe Massa        | Ferrari              | 60   | +0:41,692           |           |
| 5                 | 4         | 6  | Sergio Pérez        | McLaren-Mercedes     | 60   | +0:43,829           |           |
| 6                 | 3         | 10 | Lewis Hamilton      | Mercedes             | 60   | +0:52,475           |           |
| 7                 | 1         | 7  | Kimi Räikkönen      | Lotus-Renault        | 60   | +1:07,988           |           |
| 8                 | 4         | 14 | Paul di Resta       | Force India-Mercedes | 60   | +1:12,868           |           |
| 9                 | 4         | 15 | Adrian Sutil        | Force India-Mercedes | 60   | +1:14,734           |           |
| 10                | 1         | 19 | Daniel Ricciardo    | Toro Rosso-Ferrari   | 60   | +1:16,237           |           |
| 11                | 3         | 3  | Fernando Alonso     | Ferrari              | 60   | +1:18,297           |           |
| 12                | 6         | 16 | Pastor Maldonado    | Williams-Renault     | 60   | +1:18,951           |           |
| 13                | 1         | 18 | Jean-Éric Vergne    | Toro Rosso-Ferrari   | 59   | +1 okr.             |           |
| 14                | 4         | 5  | Jenson Button       | McLaren-Mercedes     | 59   | +1 okr.             |           |
| 15                | 1         | 12 | Esteban Gutiérrez   | Sauber-Ferrari       | 59   | +1 okr.             | [ a ]     |
| 16                | 1         | 17 | Valtteri Bottas     | Williams-Renault     | 59   | +1 okr.             |           |
| 17                | 5         | 23 | Max Chilton         | Marussia-Cosworth    | 58   | +2 okr.             |           |
| 18                | 1         | 22 | Jules Bianchi       | Marussia-Cosworth    | 58   | +2 okr.             |           |
| 19                | 12        | 11 | Nico Hülkenberg     | Sauber-Ferrari       | 54   | +6 okr.             | Awaria    |
| Niesklasyfikowani |           |    |                     |                      |      |                     |           |
|                   |           | 2  | Mark Webber         | Red Bull-Renault     | 39   | Alternator          |           |
|                   |           | 20 | Charles Pic         | Caterham-Renault     | 35   | Awaria              |           |
|                   |           | 21 | Giedo van der Garde | Caterham-Renault     | 0    | kolizja z Chiltonem |           |
| P                 | + / –     | Nr | Kierowca            | Konstruktor          | Okr. | Czas / Strata       | Komentarz |

### Najszybsze okrążenie
Źródło: Wyprzedź Mnie!
| Nr | Kierowca       | Konstruktor   | Czas     | Okr. |
| -- | -------------- | ------------- | -------- | ---- |
| 7  | Kimi Räikkönen | Lotus-Renault | 1:27,679 | 60   |

## Prowadzenie w wyścigu
Źródło: Racing-Reference
| Nr                              | Kierowca         | Okrążenia         | Suma |
| ------------------------------- | ---------------- | ----------------- | ---- |
| 1                               | Sebastian Vettel | 1-2, 28-31, 32-60 | 33   |
| 2                               | Mark Webber      | 8-28, 31-32       | 21   |
| 8                               | Felipe Massa     | 2-8               | 6    |
| \| Wykres \| \| ------ \| \| \| |                  |                   |      |
| Wykres                          |                  |                   |      |
|                                 |                  |                   |      |

## Klasyfikacja po wyścigu

### Kierowcy
| P  | +/− | Kierowca            | Starty | Punkty | P1 | P2 | P3 | PP | NO | NS |
| -- | --- | ------------------- | ------ | ------ | -- | -- | -- | -- | -- | -- |
| 1  | 0   | Sebastian Vettel    | 16     | 322    | 10 | 1  | 2  | 7  | 6  | 1  |
| 2  | 0   | Fernando Alonso     | 16     | 207    | 2  | 5  | 1  | –  | 1  | 1  |
| 3  | 0   | Kimi Räikkönen      | 16     | 183    | 1  | 6  | 1  | –  | 2  | 1  |
| 4  | 0   | Lewis Hamilton      | 16     | 169    | 1  | –  | 4  | 5  | 1  | 1  |
| 5  | 0   | Mark Webber         | 16     | 148    | –  | 3  | 2  | 1  | 4  | 3  |
| 6  | 0   | Nico Rosberg        | 16     | 144    | 2  | 1  | –  | 3  | –  | 2  |
| 7  | +1  | Romain Grosjean     | 16     | 102    | –  | –  | 5  | –  | –  | 3  |
| 8  | −1  | Felipe Massa        | 16     | 102    | –  | –  | 1  | –  | –  | 2  |
| 9  | 0   | Jenson Button       | 16     | 60     | –  | –  | –  | –  | –  | –  |
| 10 | +1  | Paul di Resta       | 16     | 40     | –  | –  | –  | –  | –  | 4  |
| 11 | −1  | Nico Hülkenberg     | 15     | 39     | –  | –  | –  | –  | –  | 1  |
| 12 | +1  | Sergio Pérez        | 16     | 33     | –  | –  | –  | –  | 1  | –  |
| 13 | −1  | Adrian Sutil        | 16     | 28     | –  | –  | –  | –  | –  | 3  |
| 14 | 0   | Daniel Ricciardo    | 16     | 19     | –  | –  | –  | –  | –  | 3  |
| 15 | 0   | Jean-Éric Vergne    | 16     | 13     | –  | –  | –  | –  | –  | 5  |
| 16 | 0   | Esteban Gutiérrez   | 16     | 6      | –  | –  | –  | –  | 1  | 2  |
| 17 | 0   | Pastor Maldonado    | 16     | 1      | –  | –  | –  | –  | –  | 3  |
| 18 | 0   | Valtteri Bottas     | 16     | 0      | –  | –  | –  | –  | –  | 1  |
| 19 | 0   | Jules Bianchi       | 16     | 0      | –  | –  | –  | –  | –  | 3  |
| 20 | 0   | Charles Pic         | 16     | 0      | –  | –  | –  | –  | –  | 3  |
| 21 | 0   | Giedo van der Garde | 16     | 0      | –  | –  | –  | –  | –  | 4  |
| 22 | 0   | Max Chilton         | 16     | 0      | –  | –  | –  | –  | –  | –  |
| P  | +/− | Kierowca            | Starty | Punkty | P1 | P2 | P3 | PP | NO | NS |

### Konstruktorzy
| P  | +/− | Konstruktor          | Starty | Punkty | P1 | P2 | P3 | PP | NO | NS |
| -- | --- | -------------------- | ------ | ------ | -- | -- | -- | -- | -- | -- |
| 1  | 0   | Red Bull-Renault     | 32     | 470    | 10 | 4  | 4  | 8  | 10 | 4  |
| 2  | +1  | Mercedes             | 32     | 313    | 3  | 1  | 4  | 8  | 1  | 2  |
| 3  | −1  | Ferrari              | 32     | 309    | 2  | 5  | 2  | –  | 1  | 3  |
| 4  | 0   | Lotus-Renault        | 32     | 285    | 1  | 6  | 6  | –  | 2  | 4  |
| 5  | 0   | McLaren-Mercedes     | 32     | 93     | –  | –  | –  | –  | 1  | –  |
| 6  | 0   | Force India-Mercedes | 32     | 67     | –  | –  | –  | –  | –  | 7  |
| 7  | 0   | Sauber-Ferrari       | 31     | 45     | –  | –  | –  | –  | 1  | 3  |
| 8  | 0   | Toro Rosso-Ferrari   | 32     | 32     | –  | –  | –  | –  | –  | 8  |
| 9  | 0   | Williams-Renault     | 32     | 1      | –  | –  | –  | –  | –  | 4  |
| 10 | 0   | Marussia-Cosworth    | 32     | 0      | –  | –  | –  | –  | –  | 3  |
| 11 | 0   | Caterham-Renault     | 32     | 0      | –  | –  | –  | –  | –  | 7  |
| P  | +/− | Konstruktor          | Starty | Punkty | P1 | P2 | P3 | PP | NO | NS |